# Wien Grillgasse
Wien Grillgasse egy ausztriai vasútállomás Bécs 10. kerületében, Favoritenben.

## Forgalom
| Vonal | Útvonal |
| ----- | --- |
| S60   | Wiener Neustadt Hauptbahnhof – Ebenfurth – Wien Blumental – Wien Meidling – Wien Hauptbahnhof 9-12 – Wien Grillgasse – Kledering – Himberg – Gramatneusiedl – Trautmannsdorf a.d. Leitha – Sarasdorf – Wilfleinsdorf – Bruck an der Leitha |

## Megközelítése közösségi közlekedéssel
- Autóbusz:  15A